# Charles Van Der Byl
Charles Van Der Byl (ur. 5 kwietnia 1874 w Paddington, zm. 9 lutego 1956 w Willesden) – brytyjski szermierz (szablista i szpadzista). Członek brytyjskiej drużyny olimpijskiej w 1912 roku.
Podczas I wojny światowej służył najpierw w kawalerii, a następnie w korpusie kolarzy, dochodząc do stopnia majora. Został odznaczony Gwiazdą 1914, Medalem Wojennym Brytyjskim i Medalem Zwycięstwa.